# Mesoleius caninae
Mesoleius caninae är en stekelart som beskrevs av Bridgman 1886. Mesoleius caninae ingår i släktet Mesoleius och familjen brokparasitsteklar. Inga underarter finns listade i Catalogue of Life.